# Werner Ponsold
Werner Ponsold (* 16. Juni 1920 in Leipzig; † 2009) war ein deutscher Mediziner und Hochschullehrer.

## Leben und Werk
Werner Ponsold studierte Medizin, promovierte an der Universität Leipzig 1946 zum Dr. med. und habilitierte 1957. Daraufhin wurde er Dozent an der Martin-Luther-Universität Halle-Wittenberg. 1963 erhielt er dort eine Professur mit Lehrauftrag für Pharmakologie. Er war am Pharmakologischen Institut der Medizinischen Fakultät der Martin-Luther-Universität Halle-Wittenberg tätig.

## Schriften (Auswahl)
- Über den Ertrinkungstod. Leipzig 1946.
- Rachitisverhütung. In: Die Pharmazie. 1951, H. 12.
- (mit anderen Autoren): Stellungnahme zu den Aufsätzen von K. H. Wagner über die Vitaminisierung von Hefe und Milch durch UV-Bestrahlung. Nürnberg 1954.
- D-Vitaminierung von Milch und Hefe. Halle/S. 1957.
- (mit Jochen Quandt): Nebenschilddrüseninsuffizienz und tetanisches Syndrom. Jena 1959.
- (Hrsg.): Biologische Begründungen für hygienische Grenzwerte. Halle (Saale) 1982.